# NGC 4045A
NGC 4045A is een lensvormig sterrenstelsel in het sterrenbeeld Maagd. Het hemelobject werd op 20 december 1784 ontdekt door de Duits-Britse astronoom William Herschel.

## Synoniemen
- MCG 0-31-21
- ZWG 13.45
- ARAK 343
- PGC 38033